# 2-й парашютный корпус (вермахт)
2-й парашютный корпус (нем. II. Fallschirm-Korps) — создан в январе 1944 года во Франции.

## Боевое применение
С мая 1944 года — в Нормандии (в составе 7-й армии), уничтожен в августе 1944 года в Фалезском котле.
Вновь сформирован в октябре 1944 года в Нидерландах (в составе 1-й парашютной армии).
Корпус использовался как обычная пехота.

## Состав корпуса
В июне 1944 года:
- 17-я моторизованная дивизия СС «Гёц фон Берлихинген»
- 275-я пехотная дивизия
- 352-я пехотная дивизия
- 3-я парашютная дивизия

В ноябре 1944 года:
- 84-я пехотная дивизия
- 190-я пехотная дивизия

В апреле 1945 года:
- 7-я парашютная дивизия
- 8-я парашютная дивизия
- 245-я пехотная дивизия

## Командующий корпусом
Генерал парашютных войск Ойген Майндль (взят в плен 25 мая 1945 года).